# Schaatsen op de Olympische Winterspelen 1948
Schaatsen is een van de sporten die beoefend werden tijdens de Olympische Winterspelen 1948 in Sankt Moritz, Zwitserland. De schaatswedstrijden werden gehouden in het Badrutts Park.

## Heren

### 500 m
| Rang   | Sporter(s)          | Land | Tijd | Verschil |
| ------ | ------------------- | ---- | ---- | -------- |
| Goud   | Finn Helgesen       | NOR  | 43,1 | OR       |
| Zilver | Thomas Byberg       | NOR  | 43,2 | + 0,1    |
| Zilver | Kenneth Bartholomew | USA  | 43,2 | + 0,1    |
| Zilver | Robert Fitzgerald   | USA  | 43,2 | + 0,1    |
| 5      | Ken Henry           | USA  | 43,3 | + 0,2    |
| 6      | Del Lamb            | USA  | 43,6 | + 0,5    |
| 6      | Torodd Hauer        | NOR  | 43,6 | + 0,5    |
| 6      | Sverre Farstad      | NOR  | 43,6 | + 0,5    |
| 6      | Frank Stack         | CAN  | 43,6 | + 0,5    |
|        |                     |      |      |          |
| 23     | Aad de Koning       | NED  | 45,9 | + 2,8    |
| 27     | Anton Huiskes       | NED  | 46,2 | + 3,1    |
| 28     | Kees Broekman       | NED  | 46,3 | + 3,2    |
| 29     | Jan Langedijk       | NED  | 46,4 | + 3,3    |
| 40     | Pierre Huylebroeck  | BEL  | 48,3 | + 5,2    |

### 1500 m
| Rang   | Sporter(s)         | Land | Tijd   | Verschil |
| ------ | ------------------ | ---- | ------ | -------- |
| Goud   | Sverre Farstad     | NOR  | 2:17,6 | OR       |
| Zilver | Åke Seyffarth      | SWE  | 2:18,1 | + 0,5    |
| Brons  | Odd Lundberg       | NOR  | 2:18,9 | + 1,3    |
| 4      | Lassi Parkkinen    | FIN  | 2:19,6 | + 2,0    |
| 5      | Harry Jansson      | SWE  | 2:20,0 | + 2,4    |
| 6      | Johnny Werket      | USA  | 2:20,2 | + 2,6    |
| 7      | Kalevi Laitinen    | FIN  | 2:20,3 | + 2,7    |
| 8      | Göthe Hedlund      | SWE  | 2:20,7 | + 3,1    |
| 9      | Kees Broekman      | NED  | 2:21,0 | + 3,4    |
|        |                    |      |        |          |
| 13     | Jan Langedijk      | NED  | 2:21,9 | + 4,3    |
| 24     | Anton Huiskes      | NED  | 2:25,0 | + 7,4    |
| 25     | Aad de Koning      | NED  | 2:25,3 | + 7,7    |
| 45     | Pierre Huylebroeck | BEL  | 2:40,2 | + 22,6   |

### 5000 m
| Rang   | Sporter(s)         | Land | Tijd   | Verschil |
| ------ | ------------------ | ---- | ------ | -------- |
| Goud   | Reidar Liaklev     | NOR  | 8:29,4 |          |
| Zilver | Odd Lundberg       | NOR  | 8:32,7 | + 3,3    |
| Brons  | Göthe Hedlund      | SWE  | 8:34,8 | + 5,4    |
| 4      | Harry Jansson      | SWE  | 8:34,9 | + 5,5    |
| 5      | Jan Langedijk      | NED  | 8:36,2 | + 6,8    |
| 6      | Kees Broekman      | NED  | 8:37,3 | + 7,9    |
| 7      | Åke Seyffarth      | SWE  | 8:37,9 | + 8,5    |
| 8      | Pentti Lammio      | FIN  | 8:40,7 | + 11,3   |
|        |                    |      |        |          |
| 12     | Anton Huiskes      | NED  | 8:46,4 | + 17,0   |
| 20     | Aad de Koning      | NED  | 8:57,6 | + 28,2   |
| 30     | Pierre Huylebroeck | BEL  | 9:20,3 | + 50,9   |

### 10.000 m
| Rang   | Sporter(s)         | Land | Tijd    | Verschil |
| ------ | ------------------ | ---- | ------- | -------- |
| Goud   | Åke Seyffarth      | SWE  | 17:26,3 |          |
| Zilver | Lassi Parkkinen    | FIN  | 17:36,0 | + 9,7    |
| Brons  | Pentti Lammio      | FIN  | 17:42,7 | + 16,4   |
| 4      | Kornél Pajor       | HUN  | 17:45,6 | + 19,3   |
| 5      | Kees Broekman      | NED  | 17:54,7 | + 28,4   |
| 6      | Jan Langedijk      | NED  | 17:55,3 | + 29,0   |
| 7      | Odd Lundberg       | NOR  | 18:05,8 | + 39,5   |
| 8      | Harry Jansson      | SWE  | 18:08,0 | + 41,7   |
|        |                    |      |         |          |
| 12     | Pierre Huylebroeck | BEL  | 19:54,8 | + 2:28,5 |
| 14     | Anton Huiskes      | NED  | 20:16,4 | + 2:50,1 |

## Medaillespiegel
| Plaats | Land             | NOC    | Goud | Zilver | Brons | Totaal |
| ------ | ---------------- | ------ | ---- | ------ | ----- | ------ |
| 1      | Noorwegen        | NOR    | 3    | 2      | 1     | 6      |
| 2      | Zweden           | SWE    | 1    | 1      | 1     | 3      |
| 3      | Verenigde Staten | USA    | 0    | 2      | 0     | 2      |
| 4      | Finland          | FIN    | 0    | 1      | 1     | 2      |
| Totaal | Totaal           | Totaal | 4    | 6      | 3     | 13     |

Chamonix 1924 · 
St. Moritz 1928 · 
Lake Placid 1932 · 
Garmisch-Partenkirchen 1936 · 
St. Moritz 1948 · 
Oslo 1952 · 
Cortina d'Ampezzo 1956 · 
Squaw Valley 1960 · 
Innsbruck 1964 · 
Grenoble 1968 · 
Sapporo 1972 · 
Innsbruck 1976 · 
Lake Placid 1980 · 
Sarajevo 1984 · 
Calgary 1988 · 
Albertville 1992 · 
Lillehammer 1994 · 
Nagano 1998 · 
Salt Lake City 2002 · 
Turijn 2006 · 
Vancouver 2010 · 
Sotsji 2014 · 
Pyeongchang 2018 · 
Peking 2022 · 
Milaan 2026
Lijst van olympische medaillewinnaars
Alpineskiën · Bobsleeën · Kunstrijden · Langlaufen · Militaire patrouille (demonstratie) · Noordse combinatie · Schaatsen · Schansspringen · Skeleton · Winter vijfkamp (demonstratie) · IJshockey